# Lindy Boggs
Marie Corinne Morrison Claiborne Boggs, känd som Lindy Boggs, född 13 mars 1916 nära New Roads i Pointe Coupee Parish, Louisiana, död 27 juli 2013 i Chevy Chase, Maryland, var en amerikansk demokratisk politiker och diplomat. Hon var ledamot av USA:s representanthus 1973–1991 och USA:s ambassadör vid Heliga stolen 1997–2001.
Corinne Claiborne utexaminerades 1935 från Tulane University i New Orleans. Släkten Claiborne hade producerat berömda politiker långt tidigare i Louisianas historia. Hon gifte sig 1938 med Hale Boggs och blev sedan känd som Lindy Boggs.
Maken Hale Boggs var kongressledamot 1941–1943 och på nytt från och med år 1947. År 1972 var han med på ett flyg som försvann mellan Anchorage och Juneau i Alaska. Officiellt blev han dödförklarad den 3 januari 1973. Efter Hale Boggs död kandiderade Lindy Boggs för att efterträda sin make i representanthuset. Hon vann fyllnadsvalet den 20 mars 1973.
Lindy Boggs lämnade representanthuset år 1991 och efterträddes av William J. Jefferson. År 1997 efterträdde hon Raymond Flynn som ambassadör i Vatikanstaten och efterträddes 2001 av Jim Nicholson.